# Paul Ben-Victor
Paul Ben-Victor (New York, 24 juli 1965) , geboren als Paul Friedman, is een Amerikaans acteur.

## Biografie
Ben-Victor werd geboren in de borough Brooklyn van New York als zoon van een toneelschrijfster. Hij studeerde af aan de Carnegie Mellon University in Pittsburgh. 

## Carrière
Ben-Victor begon in 1987 met acteren in de televisieserie Cagney & Lacey, waarna hij in nog meer dan 140 televisieseries en films speelde. Hij is onder andere bekend van zijn rol als Robert Albert Hobbes in de televisieserie The Invisible Man, waar hij in 45 afleveringen speelde (2000-2002). Tevens van zijn rol als Stan McQueen in de televisieserie In Plain Sight, waar hij in 58 afleveringen speelde (2008-2012). 

## Filmografie

### Films
Selectie:
- 2022 Emancipation - als burgemeester G. Halstead
- 2019 The Irishman - als Jake Gottlieb
- 2013 Don Jon - als priester
- 2003 Daredevil - als Jose Quesada
- 2000 Gun Shy - als Howard
- 2000 Drowning Mona - als Tony Carlucci
- 1997 Metro - als Clarence Teal
- 1996 Maximum Risk - als agent Pellman
- 1993 Tombstone - als Florentino
- 1993 True Romance - als Luca
- 1992 Cool World - als bediende
- 1990 The Rookie - als Little Felix

### Televisieseries
Selectie:
- 2024 Everybody Still Hates Chris - als mr. Thurman (stem) - 3 afl.
- 2024 The Lincoln Lawyer - als Sly Funaro sr. - 3 afl.
- 2024 Nobody Wants This - als Ilan Roklov - 6 afl.
- 2020-2023 Gravesend - als Matty Cigars - 5 afl.
- 2022 Pam & Tommy - als Richard Alden - 4 afl.
- 2020 Gravesend - als Matty Cigars - 4 afl.
- 2019-2020 Law & Order: Special Victims Unit - als raadgever Peter Abrams - 2 afl.
- 2018-2019 Goliath - als Cleft Chin - 3 afl.
- 2016 Vinyl - als Maury Gold - 10 afl.
- 2015 Allegiance - als special agent Faber - 5 afl.
- 2013 Mob City - als Jack Dragna - 3 afl.
- 2012 Are We There Yet? - als mr. Parker - 6 afl.
- 2008-2012 In Plain Sight - als Stan McQueen - 58 afl.
- 2008-2009 Everybody Hates Chris - als coach Thurman - 8 afl.
- 2005-2008 Entourage - als Alan Gray - 7 afl.
- 2003-2008 The Wire - als Spiros 'Vondas' Vondopoulos - 17 afl.
- 2007 John from Cincinnati - als Palaka - 8 afl.
- 2006-2007 Close to Home - als Paul Bosco - 3 afl.
- 2000-2002 The Invisible Man - als Robert Albert Hobbes - 45 afl.
- 1997 The Practice - als Bernard 'Benny' Small - 2 afl.

- Bibliothèque nationale de France: cb15107677z (data)
- Gemeinsame Normdatei: 1017701725
- International Standard Name Identifier: 0000 0000 0220 258X
- Library of Congress Control Number: no2001040875
- MusicBrainz: 5c69b3f9-fe17-4250-a8ce-49c88d5ddc3d
- Nationale Bibliotheek van Israël: 987007348121705171
- Système universitaire de documentation: 169019349
- Virtual International Authority File: 54443967